# Andrea (vescovo di Firenze)
Andrea (... – IX secolo) è stato un vescovo italiano della diocesi di Firenze.

## Biografia
È documentato il 18 dicembre 871 come messo imperiale, sedendo a giudizio con il margravio Adalberto, mentre nell'874 ottenne dall'Imperatore Ludovico II il Germanico il privilegio dell'immunità per i beni vescovili.
Il 1º marzo 893 è riportato di come i suoi messi consegnino a Berta, badessa della Badia di Sant'Andrea, sua nipote Berta, affinché sia educata in maniera da poter succedere alla badessa stessa dopo la sua morte alla tenuta dell'abbazia.